# Корабельная
Корабе́льная (укр. Корабельна) — река на территории Украины, в пределах Первомайского района Николаевской области. Левый приток реки Южный Буг. Бассейн Чёрного моря.

## Описание
Длина — 18 км, площадь бассейна — 550 км². Уклон реки — 3,2 м/км.
Воду используют для нужд сельского хозяйства и разведения рыб.
Основные притоки: Большая Корабельная (правый) и Малая Корабельная (левый).